# スダレガイ
スダレガイ（Paphia euglypta, 英: Well-carved Venus）は、マルスダレガイ目マルスダレガイ科の二枚貝。食用。

## 分布
南シナ海の大陸棚、中国の沿岸などに分布。
日本国内では北海道南部から九州。このほかに韓国、中国（台湾海峡、浙江省、福建省、広東省、海南省）、台湾、南沙諸島、マレーシア、ベトナム。

## 形態
前後に長い楕円状の殻は厚く、殻長は最大9センチ。輪肋は太く、やや丸い。4本の放射彩がある。肋間に細かい網代模様がある。殻の内側は白色。外套線湾入はやや浅く、丸い。

## 生態
水深10 - 40メートルの砂底に生息。

## 脚註
1. 1 2  アボット&ダンス 1985, p. 368.
2. ↑  “Paphia euglypta (Philippi, 1847) スダレガイ”. BISMaL. 2021年3月14日閲覧。
3. 1 2 3  世界文化社 1986, p. 332.
4. ↑  閔德基『韓國貝類圖鑑』閔 貝類研究所、2004年、566頁。ISBN 89-89334-12-8。
5. 1 2  “Paphia euglypta”. 臺灣貝類資料庫.   中央研究院生物多樣性研究中心. 2012年7月15日閲覧。
6. ↑  巫文隆「台灣重要食用雙殻貝類研究」『貝類學報』第7号、中華民國貝類學會、1980年、101-114頁。
7. ↑  S. Morris; R. D. Purchon (1981). “The marine shelled Mollusca of west Malaysia and Singapore Part 3. Bivalvia”. Journal of Molluscan Studies (47):  322-327.
8. ↑  Nguyên Ngoc Thach (2007). Shells of Vietnam. L'Informatore Piceno. p. 384. ISBN 978-88-86070-13-3
9. 1 2  奥谷 2017, p. 1247.